# Isépy

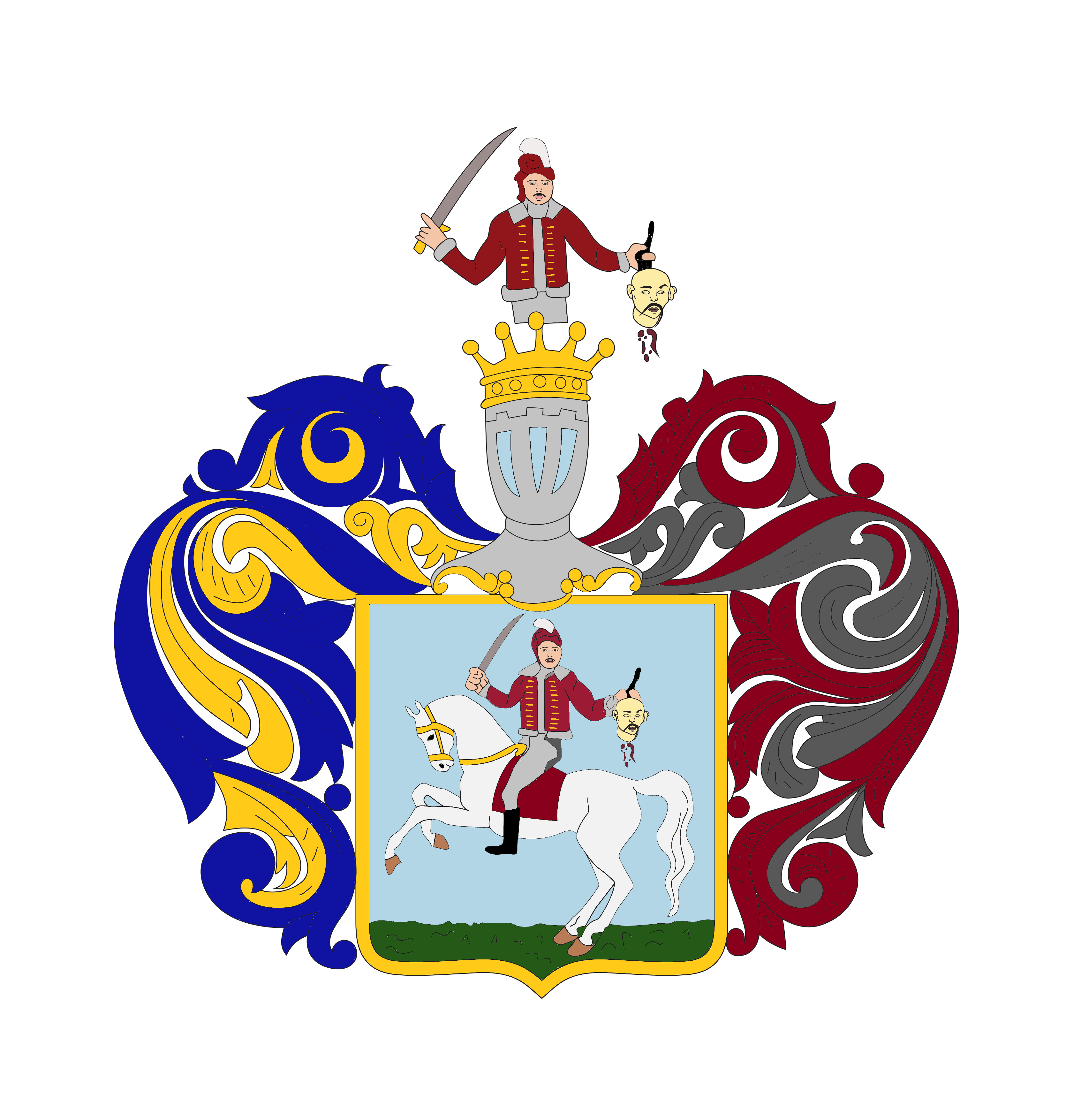
Das Wappen der Isépy ab dem 17. Jahrhundert

Die Familie Isépy (lateinisch gens de [Magyar-]Isép; deutsch von Isép) gehört zu den ältesten noch bestehenden Adelsfamilien Ungarns. Ihr Stammsitz war die Ortschaft Magyarizsép (seit dem Vertrag von Trianon, Tschechoslowakei bzw. seit 1993 Slowakei; slowakisch: Nižný Žipov).

## Name
Der Name taucht in verschiedener Form auf, als Izsépy oder Isepi, in den mittelalterlichen Urkunden i. d. R. als de Isep(h)/de Isip/de Isyp. Dabei ist die offizielle Variante „Isépy“ die archaische Form des phonetisch korrekten „Izsépy“. Das jeweilige Suffix (-y/-i) bezeichnet im Ungarischen die Ortszugehörigkeit (vgl. im Deutschen „von“/„aus“ bzw. das an Ortsnamen angehängte Suffix „-er“; z. B. Berlin-er). Etymologisch wird der Name auf das griechische Εὐσέβειος bzw. die lateinische Form Eusebius, die ins Ungarische als Özséb Eingang gefunden hat, oder, wahrscheinlicher, auf den Namen Iosephus bzw. Joseph (József) zurückgeführt.

## Geschichte
Die Isépy, nach Fejérs Codex diplomaticus Hungariae (1834) erstmals erwähnt 1229, gehören dem ungarischen Uradel an. Sie entstammen der Bogát-Radvány-Sippe (nemzetség, genus), die jedoch, wenigstens laut den Gesta Hunnorum et Hungarorum (1282–1283) des ungarischen Chronisten Simon Kézai, nicht bei der sog. Ungarischen Landnahme von Osten her nach Ungarn kamen, sondern aus Böhmen stammten. Die Bogát-Radvány waren seit dem 11. Jahrhundert in der Gegend des Tokajer Gebirges belegt. Mitte des 13. Jahrhunderts gingen aus der Bogát-Radvány-Sippe sechs Familien hervor: die Cselejy, die Monoky, die Rákóczy und drei Isépy-Zweige (Bogáth/Péter/Stanch). Bis auf den Stanch-Zweig der Isépy, auf den sich die heute lebenden Mitglieder der Familie zurückführen, starben alle anderen früher oder später aus. Der Ahnherr des Stanch-Zweiges war Sztáncs (Stanch) von Isép (Anfang des 13. Jahrhunderts), dessen Name im heutigen Isztáncs (slov. Stanča) wiederzufinden ist.

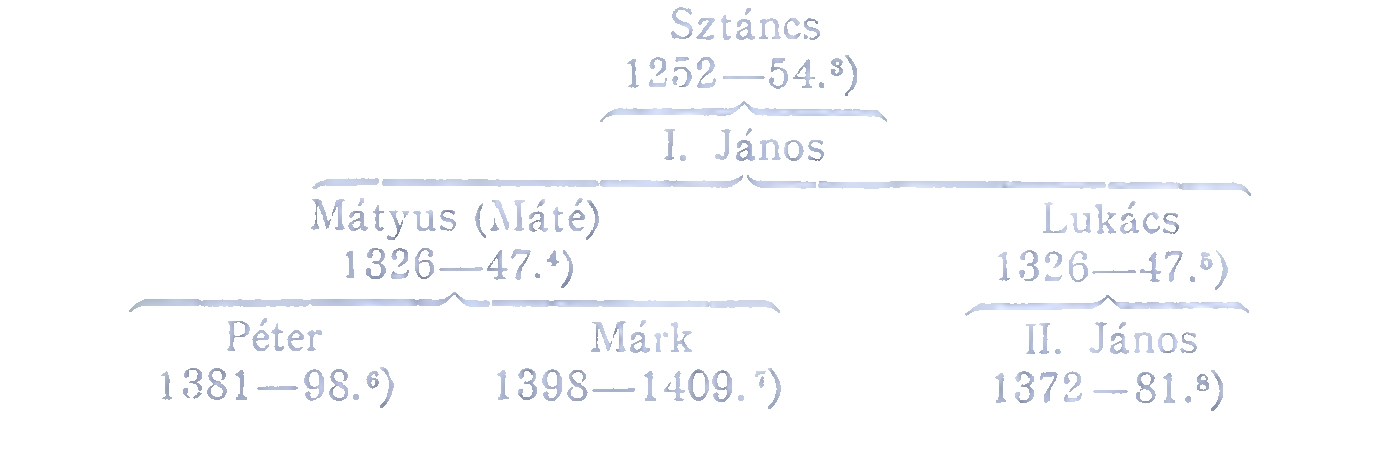
Die Nachkommen von Stáncs von Isép (Karácsony 1900, S. 256)

 Er hatte offenbar nicht nur einen, in der Literatur erwähnten Sohn, Johannes (János), sondern nach einer Urkunde vom 29. August 1295 auch einen weiteren direkten Nachkommen, comes Jakob, dessen Sohn Michael (Mihály) hieß (comes Jacobus filius Stanch de Isep et Mychael filius eiusdem). 
Mitglieder der Familie tragen in den Urkunden des 13./14. Jahrhunderts den Titel des comes (wrtl. 'Graf'), des Gespans (ung. Ispán). Im 14./15. Jahrhundert waren die Isépy im Besitz von 42 Ortschaften im Komitat Zemplén. Gemeinsam mit den Cselejy und Bánóczy tragen in der 2. Hälfte des 14. Jahrhunderts die Isépy das traditionell der Bogát-Radvány-Sippe angehörende Patronatsrecht der Benediktiner-Abtei St. Peter und Paul von Szerencs.
Aus dem Jahre 1326 stammt eine Beschreibung des Familienbesitzes südlich von Magyarizsép, der dort an Isztáncs und Kazsó angrenzte.
In etwa derselben Zeit trug Matthias (Mátyus, Mattheus) I. Isépy einen erbitterten Rechtsstreit mit der verwandten Rákóczi-Familie, namentlich mit Blasius (Balázs) Rákóczy um den Besitz der Ortschaften Rákócz, Morva, (Alsó-)Körtvélyes, Arács (einst zwischen Rákócz und Körtvélyes gelegen), und Sink („Synk“) aus. Das erste Dokument, das sich auf diese Ereignisse bezieht, stammt aus dem Jahr 1328 und erwähnt das Ende der ersten Phase einer Reihe von Prozessen. Darin wird auch ein in Rákócz abgehaltenes Gottesurteil in Form eines Duells (in dicte possessionis Rakolch facto duelli sortilegio) zwischen den Kontrahenten erwähnt, die in Anwesenheit zahlreicher Adeliger sowie unter Repräsentation von König Karl I. (in presencia regie maiestatis) zunächst zu Pferd und in schwerer Rüstung (super equis et in armis militaribus) einen Lanzenkampf und anschließend einen Nahkampf mit Streithämmern führten (lancealibus preliis derelictis ictus fortissimos per clavas bulgaricales super se recepissent), doch ohne eine Entscheidung herbeiführen zu können. Am 19. Juli 1328 erzielten die Parteien in Anwesenheit des Landesrichters (iudex curiae) eine Einigung, auf deren Grundlage Balázs Rákóczy den Besitz Arács an die Söhne von János Isépy, Mátyus und Lukács übergab, diese im Gegenzug auf ihre Ansprüche auf die Ländereien in Rákócz, Körtvélyes, Morva und Sink verzichteten. Am 8. Januar 1329 setzte das Kapitel von Eger Mátyus und Lukács Isépy in ihren Besitz in Arács ein und bestätigte mit ihnen dessen Grenzen.
Eine Urkunde vom 18. Mai 1349 nennt die (bzw. Teile der) Ortschaften Cselej, Berettő, Lazony, Lask, Magyarizsép, Mérk (h. nicht existent, südlich von Lasztóc), Bánóc, Új-Őr (h. nicht mehr existent, südlich von Terebes), Sóskút, Bikes (bei Céke), Bós (h. unbekannt), Albátya (h. nicht existent, nordöstlich von Magyarizsép am Hernád), Beltelek, Megyaszó (h. Ungarn, Komitat Borsod-Abaúj-Zemplén) und Tiszabercel (h. Ungarn, Komitat Szabolcs-Szatmár-Bereg) als Besitz von János und Jakab Isépy aus dem Bogát-Zweig der Familie.
Mehrere Mitglieder der Isépy standen König Sigismund (1368–1437) nahe und werden als seine Vertrauten (fideles) erwähnt. In einem von König Sigismund am 12. Oktober 1396 aus Visegrád an das Prämonstratenser-Kloster von Lelesz gesandten Schreiben wird András Isépy (vor 1385–nach 1414), Sohn des Pál (erw. 1328 u. 1351) aus der Péter-Linie der Isépy, als Burggraf (maior castri) der Burg Füzér genannt. Péter Isépy (erw. 1381 / 1409), Mátyus' I. Sohn, magister, erhält, ohne Nachkommen, als fidelis von König Sigismund von Luxemburg 1403 das freie Erbrecht. Am 23. Juli 1409 erneuert König Sigismund gegenüber magister Péters Bruder, Markus Isépy (vor 1381–nach 1409) die königliche Schenkung der Ortschaft Kék aus dem Jahre 1397. Markus’ Sohn, Mátyus II. von Isép (vor 1329–nach 1429), war treuer Begleiter von König Sigismund von Luxemburg auf seiner Unternehmung 1420–1421 in Böhmen. Aufgrund seiner dortigen Verdienste um den König (pro servitiis ... in regno nostro Bohemie ... exhibitis et impensis) wurde er durch ein Schreiben Sigismunds vom 24. April 1422 von dem über ihn verhängten Todesurteil und der Konfiszierung aller Güter der Familie begnadigt (...capiti scilicet possessionibus rebusque et bonis suis quibusvis gratiam et misericordiam duximus faciendam immo facimus presentium per vigorem.). Das Urteil war 1418 gefällt worden, nachdem in einer Reihe von teils gewaltsamen Auseinandersetzungen mit der Lasztóczy-Familie (vgl. das benachbarte Lasztóc, slov. Lastovce) Mátyus Isépy und Johannes Cselejy die Hand von Peter von Laszthówcz verstümmelt hatten (vgl. mutilationis manus). Am 8. November 1422 wurde Mátyus II. in dem ebenfalls im Familienbesitz stehenden Ort Karos von Mitgliedern der Zerdahelyi-Familie beraubt und mit Pfeilschüssen verwundet. König Sigismund entsendet mit Schreiben vom 20. Dezember 1422 sechs homines regii zur Aufklärung des Vorfalls. Auch László Isépy, Nachfahre des Péter-Zweiges (Sohn des Johannes, Enkel von Mihály), erhält von König Sigismunds von Luxemburg durch Schreiben vom 25. November 1427 als sein fidelis, der sich „in verschiedenen Aufgaben und Unternehmungen des Königs, in günstigen wie ungünstigen Umständen, ohne Rücksicht auf eigene Verluste mit allem Eifer und unablässiger Sorge“ für ihn verwendet hat (... in diversis nostris et regnorum nostrorum agendis et expeditionibus, sicuti prosperis, sic et adversis non parcendo rebus suis et persone locis debitis et temporibus opportunis, cum omni sinceritatis zelo et sollicitudine indefessa iuxta sue possibilitatis qualitatem maiestati nostre exhibitis et impensis...), zehn Leibeigenen-Grundstücke (decem sessiones jobagionales, ung. jobbágytelek) und einen Mühlengrund aus dem Besitz von Lukas und Zacharias von Alsóbayor (heute: Bajerov, Bayersdorf, neben Sárosizsép gelegen), da diese einen nahen Verwandten, Antal Isépy, Sohn von Miklós Isépy, ermordet hatten.
Innerhalb weniger Jahrzehnte in der 2. Hälfte des 15. Jahrhunderts verloren die Isépy die meisten ihrer Ländereien. Schicksalshaft könnte diesbezüglich der von László Isépy 1466 an Miklós Ráskay gemeinsam mit Benedikt Gávay und Peter Maszthay verübte Mord gewesen sein. In der Zählung der Leibeigenen von 1598 werden die Isépy bereits unter den weniger wohlhabenden Adelsfamilien, die lediglich Eigentümer von mehr als zehn Leibeigenenhaushalten waren, aufgeführt. 

Die Geschichte der Isépy ist in den folgenden Jahrhunderten gut dokumentiert, doch spielen Mitglieder der Familie bis ins 19. Jahrhundert kaum eine Rolle im öffentlichen Leben. Bis zum Beginn des 20. Jahrhunderts und teilweise bis zu den Beneš-Dekreten besaßen die Isépy Land u. a. in Magyarizsép, Barancs, Homenau, Szinna, Éralja, Oroszsebes, Kistoronya, Céké und Trebischau.

## Wappen
Rotgekleideter Reiter mit blauem Schild auf weißem Pferd, die Rechte hält ein gezücktes Schwert, die Linke einen abgeschlagenen Kopf.

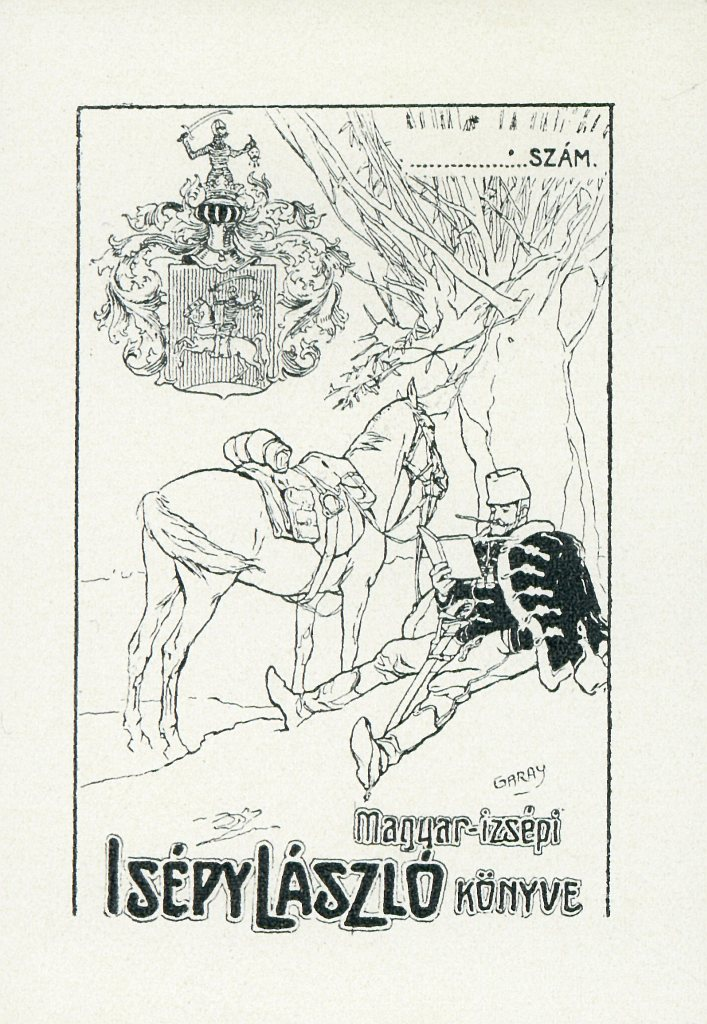
Ex libris von Husarenoberst László Isépy, gezeichnet von Ákos Garay (1866-1952)

## Varia
Die Isépy werden in Kálmán Mikszáths Roman "Eine seltsame Ehe" mehrfach erwähnt. In Magda Szabós Theaterstück „Fannis Nachlässe“ aus dem Jahr 1966, das auf dem 1794 veröffentlichten Liebesroman von József Kármán (1769-1795) basiert, ist die tragische junge Fanni Izsépy in der Hauptrolle.

## Personen
- Sztáncs (Stanch) Isépy, erw. 1252 als Herr von Magyarizsép dokumentiert.[35]
- János Isépy, Stanchs Sohn, erw. 1284 als Herr von Magyarizsép und 1308 als Stuhlrichter (iudex nobilium) in Zemplén.[36]
- Jakab Isépy, Stanchs Sohn, erw. 1295 als comes de Isép.
- Ein magister Isep ist in den Jahren 1339–1341 vicepalatinus und viceiudex von Wilhelm von Drugeth in Vizsoly – 22 Urkunden und seine Petschaft sind bekannt[37] – und später, als comes von Arad Burggraf der Burg von Solymos (1353)[38] und der Burg von Szepes (Zips) (1357–1361).[39]
- Mátyus (Matheus) I. Isépy (vor 1324–nach 1354), Enkel Stanchs.
- Péter Isépy (erw. 1381–1409), Mátyus' I. Sohn, erhält 1403 das freie Erbrecht (s. o.), so dass er u. a. die in seinem Besitz stehende Ortschaft (Gönc-)Ruszka im selben Jahr den Brüdern Bartholomäus, Anton und Cornis Thobaydi vermachen kann; auf letzteren wird die Familie Kornis von Göncruszka zurückgeführt. Vgl. I. Nagy, Magyarország családai, VI., Kornis család. (Göncz-ruszkai, gróf.), Pest 1860, 357-366, 357.
- Mátyus (Matheus) II. Isépy (vor 1329–nach 1429), Ururenkel von Stanch, Neffe von Péter und Begleiter König Sigismunds von Luxemburg nach Böhmen, wird am 2. Februar 1401 als einer der Anwälte von Michael de Wpur (Úpor) genannt.[40]
- Isépy János (1568–1636), magister curiae des Bischofs von Eger und ungarischen Statthalters Maximilians II. Stephan von Radecz (Radéczy István).[41]
- Ödön Isépy (1837–1873), Gutsverwalter von Graf Gyula Andrássy in Tőketerebes.[42]
- Kálmán Isépy (1843–1888), Oberster Richter der Region Szinna Komitáts Zemplén.
- László Isépy (1861–1928), Husaren-Oberst an der Ludovika-Akademie und Hobby-Photograph (ein Teil seiner Sammlung ist online einzusehen); "Das Mysterium des Photographen" (Artikel vom 5. September 2020 auf der Seite des Ungarischen Theatergeschichtlichen Instituts (OSZMI); aufgerufen am 25. Februar 2025).
- Aladár Isépy (1881–1950), vitéz, General der Königlich Ungarischen Armee und Stadtkommandant von Budapest (1929–1935).[43]
- Dr. Tivadar-Vilmos Isépy (1892–1955), Kapitänleutnant der k.u.k. Kriegsmarine und Oberintendant der Flussstreitkräfte der Königlich Ungarischen Armee.[44]
- Dr. Tamás Isépy (1924–2004), ungarischer Politiker. Aus seiner 13099 Bände umfassenden Privatsammlung wurde 2011 die "Isépy Tamás-Bibliothek" im Németh László-Gymnasium in Hódmezővásárhely begründet.[45]
- Dr. István Isépy (1942–2022), ungarischer Biologe, Direktor des Botanischen Gartens der Eötvös Loránd-Universität (ELTE), Budapest (1982–2005).